# Tridentifera roseoculma
Tridentifera roseoculma är en snäckart som beskrevs av Winston F. Ponder 1966. Tridentifera roseoculma ingår i släktet Tridentifera och familjen Rastodentidae. Inga underarter finns listade i Catalogue of Life.